# Neurito

Ilustração de um neurônio.

Um neurito, ou processo neuronal, refere-se a qualquer projeção do corpo celular de um neurônio. Essa projeção pode ser tanto um axônio quanto um dendrito. Esse termo é frequentemente usado ao serem abordados neurônios imaturos ou ainda em fase de desenvolvimento, especialmente de células em cultura. Nesses casos, como a diferenciação celular ainda não está completa, a distinção entre axônios e dendritos não é clara.

## Desenvolvimento do neurito
O desenvolvimento de um neurito requer uma interação complexa de sinais extracelulares e intracelulares. Em cada trecho ao longo do neurito em desenvolvimento, existem receptores que detectam sinais de crescimento positivos e negativos advindos de todas as direções no entorno do neurônio. O neurito em desenvolvimento então, soma todos esses sinais de crescimento para determinar em qual direção o mesmo irá definitivamente crescer. Embora nem todos os sinais de crescimento sejam conhecidos, vários já foram identificados e caracterizados. Entre esses sinais estão a netrina, um quimioatraente de linha média, semaforina, efrina e colapsina, todos inibidores do crescimento de neuritos.
Neuritos jovens são muitas vezes repletos de feixes de microtúbulos, cujo crescimento é estimulado por fatores neurotróficos, como o fator de crescimento nervoso. As proteínas tau podem auxiliar na estabilização dos microtúbulos, ligando-se a estes, protegendo-os de proteínas que rompem os microtúbulos. Mesmo após a estabilização dos microtúbulos, o citoesqueleto do neurônio ainda permanece dinâmico. Filamentos de actina retêm suas propriedades dinâmicas no neurito que eventualmente se tornará o axônio, de maneira a empurrar os feixes de microtúbulos para fora, com o intuito de estender o axônio. Em todas os outros neuritos, no entanto, os filamentos de actina são estabilizados pela miosina, o que impede o desenvolvimento de múltiplos axônios.
A molécula de adesão celular neuronal (N-CAM) se combina simultaneamente com outra N-CAM e um receptor de fator de crescimento de fibroblasto, para estimular a atividade da tirosina quinase desse receptor, induzindo o crescimento de neuritos.
Existem vários kits de desenvolvimento de software disponíveis para facilitar o rastreamento de neuritos em imagens.
Campos elétricos endógenos fracos podem ser usados para facilitar e direcionar o crescimento das projeções de neuritos a partir de sua soma. Campos de intensidade moderada têm sido usados para direcionar e aumentar o crescimento de neuritos em modelos de murinos, camundongos e xenopus. A co-cultura de neurônios com tecido glial alinhado eletricamente também direciona o crescimento de neuritos, dado que é rico em neurotrofinas que promovem o crescimento de nervos.

## Estabelecendo a polaridade

### In vitro
O neurônio não diferenciado de um mamífero desenvolvido in vitro irá retrair quaisquer neuritos que já tenham crescido. De 0,5 a 1,5 dias após serem colocados em cultura, vários pequenos neuritos começarão a se projetar para fora do corpo celular. Em algum momento entre o dia 1,5 e o dia 3, um desses neuritos começa a crescer significativamente mais do que os outros. Este neurito acabará por se tornar o axônio. Nos dias 4-7, os demais neuritos começarão a se diferenciar em dendritos. No dia 7, o neurônio deve estar completamente polarizado, com dendritos funcionais e um axônio.

### In vivo
Um neurito crescendo in vivo é cercado por milhares de sinais extracelulares que, por sua vez, podem ser modulados por centenas de vias intracelulares. Os mecanismos de como esses sinais químicos concorrentes afetam a diferenciação final de neuritos in vivo não são compreendidos com precisão. Sabe-se que em 60% das vezes, o primeiro neurito a se projetar do corpo celular se tornará o axônio. Em 30% das vezes, um neurito não destinado a se tornar o axônio se projeta primeiro do corpo celular. Já em 10% das vezes, o neurito que se tornará o axônio se projeta do corpo celular simultaneamente com um ou mais neuritos. Foi proposto que um neurito menor poderia se estender até tocar um axônio já desenvolvido de outro neurônio. Neste caso, o neurito começará a se diferenciar em um axônio. Isso é conhecido como o modelo "tocar e ir". No entanto, este modelo não explica como o primeiro axônio se desenvolveu.
Quaisquer sinais extracelulares que possam estar envolvidos na indução da formação de axônios são transduzidos através de pelo menos 4 diferentes vias: a via de Rac-1, a via mediada por Ras, a via de cAMP-fígado quinase B1 e a via de proteína quinase dependente de cálcio/calmodulina. A deficiência em qualquer uma dessas vias levaria à incapacidade de desenvolvimento do neurônio.
Depois de formar um axônio, o neurônio deve impedir que todos os outros neuritos também se tornem axônios. Isso é conhecido como inibição global. Tem sido sugerido que a inibição global é alcançada por um sinal de retroalimentação negativa de longo alcance, liberado pelo axônio desenvolvido e captado pelos outros neuritos. No entanto, nenhuma molécula de sinalização de longo alcance foi descoberta. Alternativamente, foi sugerido que o acúmulo de fatores de crescimento axonal no neurito destinado a se tornar o axônio causa uma significativa depleção desses fatores de crescimento axonal, dado que ocorre uma competição pelas mesmas proteínas. Isso faz com que os outros neuritos se desenvolvam em dendritos, uma vez que carecem de concentrações suficientes de fatores de crescimento axonal para se tornarem axônios. O que permitiria um mecanismo de inibição global sem a necessidade de uma molécula de sinalização de longo alcance.